# Pierre Marraud
Pour l’article ayant un titre homophone, voir Pierre Marot.
Pour les articles homonymes, voir Marraud.
Pierre Marraud, né le 8 janvier 1861 à Port-Sainte-Marie (Lot-et-Garonne) et mort le 13 mars 1958 à Paris (Seine), est un homme politique français.

## Biographie
Alexandre Marie Jean Louis Bernard Pierre Marraud est né le 8 janvier 1861 à Port-Sainte-Marie d'Alexandre Marraud, juge de paix du canton, et de Marie Suzanne Bernardine Solière.
Le 9 août 1929 à Paris 17e, il épouse Berthe Blanche Julie Léchat.
Ministre de l'Instruction publique et des Beaux-Arts, Pierre Marraud fait voter, le 16 avril 1930, la loi de finances sur la gratuité de l'enseignement secondaire. Il est aussi à l'initiative du décret du 1er juillet 1929 portant organisation de la surveillance et du contrôle des objets mobiliers précieux appartenant à l'État, qui donne pleine compétence au Mobilier national sur les collections de toutes les administrations, alors qu'il n'était compétent auparavant que pour les mobiliers des ambassades et résidences de France à l'étranger et du ministère des Affaires étrangères.
Il est candidat malheureux au second tour de l'élection présidentielle de 1931.
Mort en 1958 à Paris, Pierre Marraud est inhumé au cimetière de Cluny. L'actrice Yvonne Sergyl, seconde épouse de Julien Simyan et morte en 1986, est enterrée dans le même caveau,.

## Mandats
- 1900 : préfet ;
- conseiller d'État, commissaire du gouvernement à la fin de la Première Guerre mondiale ;
- 1918 : préfet de Seine-Maritime ;
- 1920-1933 : sénateur de Lot-et-Garonne ;
- 16 janvier 1921-15 janvier 1922 : ministre de l'Intérieur dans le gouvernement Aristide Briand VII ;
- 11 novembre 1928-13 décembre 1930 : ministre de l'Instruction publique et des Beaux-Arts dans les gouvernements Raymond Poincaré V, Aristide Briand XII, André Tardieu I et André Tardieu II ;
- 1921-1933 : conseiller général de Beauville et président du conseil général du Lot-et-Garonne.

## Décorations
- Grand officier de la Légion d'honneur Il est fait chevalier le 25 juillet 1902, promu officier le 12 juillet 1908, commandeur le 2 avril 1912, grand officier le 11 juillet 1918[6],[7].